# Caraguatatuba
Caraguatatuba és un municipi de l'estat de São Paulo, en el litoral nord, en la microrregió del mateix nom. La població el 2007 va ser de 88.815 habitants, distribuïts per una àrea 484 km², el que resulta en una densitat demogràfica de 183,52 hab/km². El municipi participa del programa d'inclusió digital.

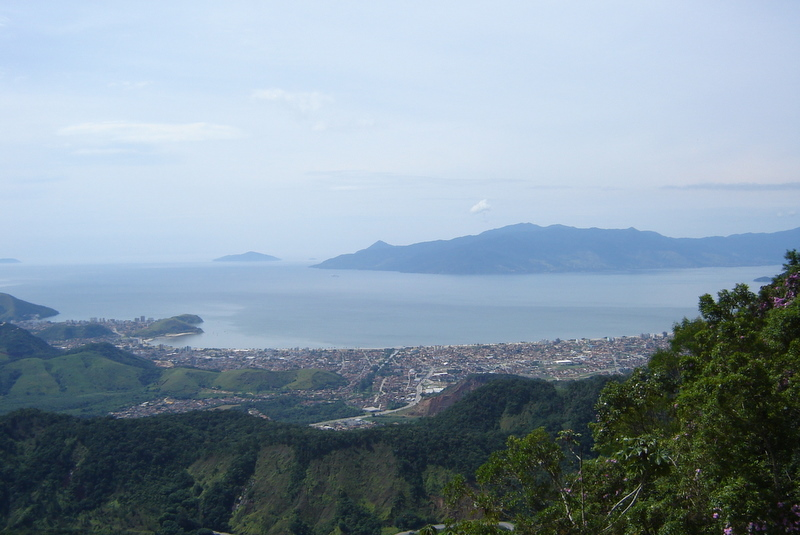
Caraguatatuba